# 바스 블랙우드
배스 블랙우드(Vas Blackwood, 1962년 1월 17일 ~ )는 영국의 배우이다.
런던에서 태어났다.

## 출연 작품
- 더 거브노어스 (2014년)
- 엑시스 보이즈 레트리뷰션 (2013년)
- 롱테일스 (2013년)
- 화이트 칼라 훌리건 2: 잉글랜드 어웨이 (2013년) - 프로 역
- 롤린 위드 더 나인즈 (2006년)
- 하트브레이크 호텔 (2006년)
- 크립 (2004년) - 조지 역
- 원 러브 (2003년)
- 트라블 위드 멘 앤 위민 (2003년)
- 나인 데드 게이 가이즈 (2002년) - 동키-딕 역
- 이스케이프 (2001년)
- 그들만의 월드컵 (2001년) - 마시브 역
- 록 스탁 앤 투 스모킹 배럴즈 (1998년) - 로리 브레이커 역

### 텔레비전
- 캐주얼티 (1986-97)
- 더 빌 (1989, 1996)